# Darren Morgan
Darren Thomas Morgan (* 3. Mai 1966 in Newport) ist ein professioneller walisischer Snookerspieler.

## Karriere
Seine Profikarriere begann 1988, nachdem er im Jahr zuvor IBSF-Amateurweltmeister geworden war. 1990 und 1991 gewann er zweimal in Folge die Welsh Professional Championship. Seine erfolgreichste Zeit hatte er Mitte der 1990er Jahre, als er in der Weltrangliste bis auf Platz 8 kletterte. Dazu trug auch seine Halbfinalteilnahme bei der Snookerweltmeisterschaft 1994 bei. 1996 gewann er die Irish Masters. Er gehörte 1999 auch zum siegreichen walisischen Quartett beim Nations Cup, das im Jahr darauf auch noch einmal bis ins Finale kam.
Sechs Jahre bis 1998 blieb Morgan unter den Top 16, hielt sich dann aber noch sieben weitere Jahre im Profibereich, bevor er sich 2005 nicht mehr für ein weiteres Jahr qualifizieren konnte. Seitdem spielt er weiter erfolgreich im Amateurbereich und gewann 2007 und 2009 jeweils sowohl die World Masters als auch die European Masters (Seniors).
2011 wurde er Sieger der World Seniors Championship, 2016 und 2019 stand er erneut im Finale, verlor aber gegen Mark Davis (2016) und Jimmy White (2019). Weitere Erfolge feierte er bei Team-Turnieren wie der EBSA European Team Championship, wo er zusammen mit walisischen Team-Kollegen einmal im Hauptwettbewerb und achtmal im Senioren-Wettbewerb siegte. Einen weiteren Team-Titel gewann er beim professionellen Nations Cup 1999.

## Erfolge
Morgan erreichte sowohl während seiner Amateur- als auch während seiner Profizeit zahlreiche Endspiele, die er sogar mehrheitlich gewinnen konnte. Während sich eine vollständige Auflistung dieser Spieler hier befindet, sind im Folgenden Morgans vier Finalteilnahmen bei Weltranglisten- und Einladungsturnieren aufgeführt.
| Ergebnis | Jahr | Turnier       | Gegner im Finale | Endstand |
| -------- | ---- | ------------- | ---------------- | -------- |
| Finalist | 1992 | Welsh Open    | Stephen Hendry   | 3:9      |
| Finalist | 1993 | Asian Open    | Dave Harold      | 3:9      |
| Sieger   | 1996 | Irish Masters | Steve Davis      | 9:8      |
| Finalist | 1997 | Irish Masters | Stephen Hendry   | 8:9      |